# Ресторан
Рестора́н (фр. Restaurant) — заклад громадського харчування (іноді з музикою, танцями), де подаються страви та напої. Один з видів закладів громадського харчування, від інших відрізняється вищою якістю послуг, широким меню, окрім харчування як правило ресторани також надають послуги з розваг та відпочинку. Невеликий ресторан також називають кухмі́стерською.

## Історія
Перший ресторан — у Франції в Парижі в 1533 році «Тур даржан». Відрізнявся тим, що був перший (білі скатертини, чистий посуд, культура обслуговування). Засновник Буланже.
Ресторани, на відміну від барів, завжди були поважним місцем. У них робили бенкети, романтичні побачення, ділові і поважні зустрічі.

## Рейтинги ресторанів
Рейтинги найкращим ресторанам присвоюють впливові компанії:
- Michelin (відомий виробник шин), що видає путівник Le Guide Michelin («червоний гід» — найвідоміший і найвпливовіший з ресторанних рейтингів, який має тризіркову систему оцінки ресторанів)
- Го-Мійо — відомий французький ресторанний гід
- «Restaurant» — авторитетний британський журнал, який щороку складає рейтинги найкращих ресторанів світу «The World's 50 Best Restaurants» за опитуванням 900 міжнародних експертів з ресторанної справи.[2]